# Juan Rivano
Juan Rivano Sandoval (Santiago, 24 de junio de 1926-Lund, Suecia, 16 de abril de 2015) fue un filósofo y lógico chileno.

## Biografía
Noveno hijo de Milcíades Rivano Fauré y Luisa Sandoval Valdebenito. Su madre muere en 1933, cuando él tiene 7 años.
En 1942 deja Cauquenes, donde vivió su infancia, y se instala definitivamente en Santiago.
Rivano se tituló de profesor en filosofía por la Universidad de Chile en 1955.
Ejerció como profesor universitario de filosofía en la Universidad de Concepción y en la Universidad de Chile, específicamente en las cátedras de Introducción a la Filosofía, Lógica y Teoría del Conocimiento, desde 1955 hasta 1975.
Se desempeñó como Director del Departamento de Filosofía de la Universidad de Concepción en 1960 y además del Departamento de Filosofía en el Instituto Pedagógico de la Universidad de Chile en 1969.
Durante todos los años que enseñó en la universidad, hizo de la orientación de la filosofía hacia la crítica social su principal tarea y, en consecuencia, fue una de las figuras destacadas en el período de la Reforma Universitaria. Introdujo la dialéctica hegeliana (enseñando a pensadores como Harold Joachim y Francis Bradley) y la dialéctica materialista (enseñando a Karl Marx) en la academia filosófica chilena. A fines de los años '60 se apartó de la doctrina marxista, señalando que muchas de sus tesis capitales eran obsoletas o impracticables. En sus análisis, sin embargo, mantuvo siempre el enfoque materialista de la realidad.
En su libro Temario 1958 -1998 (Santiago: Bravo y Allende Editores, 2002) él mismo hace un recuento de las ideas y los temas que han motivado su vida de enseñanza de la filosofía. Algunos de los temas centrales de su pensamiento son: la noción de margen como instrumento de análisis social; la relación entre los mitos y el poder; la racionalidad versus el sinsentido; el lenguaje y la existencia; el efecto totalizador y determinista de las tecnologías; las estrategias lógicas frente a la globalización; la función del pensamiento crítico en la cultura. Fue director y secretario de redacción de la Revista de Filosofía.
El golpe militar de 1973 significó para Rivano persecución, destitución, encarcelamiento y exilio. Dictó clases y publicó en la Universidad de Chile hasta que fue detenido por la DINA y encarcelado por los militares, en agosto de 1975.
Después de un año en distintas prisiones militares de Chile fue liberado en 1976 y llegó exiliado a Suecia. Entre los años 1978 y 1979 ejerció como investigador en la Universidad de Växjö, produciendo el texto The Technological Argument, inédito en Chile. Después se trasladó a la Universidad de Lund donde continuó con su labor de filósofo y escritor. Cuenta con una vasta producción intelectual dentro de las materias de la lógica, la teoría del conocimiento, la filosofía social y la antropología cultural.
Tras doce años de exilio le fue permitido ingresar nuevamente a su patria, en 1988, a raíz del acuerdo nacional entre la oposición y la dictadura militar. Aun cuando visitó regularmente Chile, se mantuvo radicado en Lund, Suecia, donde falleció a los 88 años de edad.

### Genealogía
Su abuelo, Pasquale Rivano Porcile, antepasado que origina la ascendencia Rivano en Chile, padre de Milcíades, nació en Carloforte, Cerdeña, en 1836. Cayó preso con el General Garibaldi durante su campaña de unificación de 1859-60, una de las tantas de este rebelde, patriota y legendario héroe fundador italiano. Habría sido condecorado por el hecho. De acuerdo a un relato, bajo la autoridad de Vittorio Emanuele (que apoyaba a medias las campañas de unificación de Garibaldi), se les dio a estos soldados –junto con Garibaldi– la opción de ir a prisión o al exilio. Garibaldi y otros, entre ellos, Rivano, habrían elegido el exilio junto a Garibaldi. En el barco está también la familia Fauré Boyer (Bollé en registros posteriores), de origen francés. Pasquale conoce a Pauline Fauré Boyer, una de las hijas de esta familia, y ambos se enamoran durante la travesía. Rivano cambia su destino hacia Chile, destino de la familia Faure, llegando a Valparaíso, en 1863. Ha viajado con su hermano Salvatore Rivano Porcile, quien luego se traslada a Argentina.  Junto a Paulina viven cuatro años en Valparaíso. Se casan en 1866 en la Iglesia de la Matriz. Se trasladan luego a Santiago. Hacia fines de 1868 Pasquale instala un comercio de manufactura de ropa en la calle Estado Nro. 29. Fue uno de los fundadores de la Sociedad de Socorro Mutuo, que creó un grupo de inmigrantes italianos para proteger a sus compatriotas que luchaban en la Guerra del Pacífico.[cita requerida]
Uno de los hermanos de Juan Rivano es el escritor y librero Luis Rivano.

## Obra

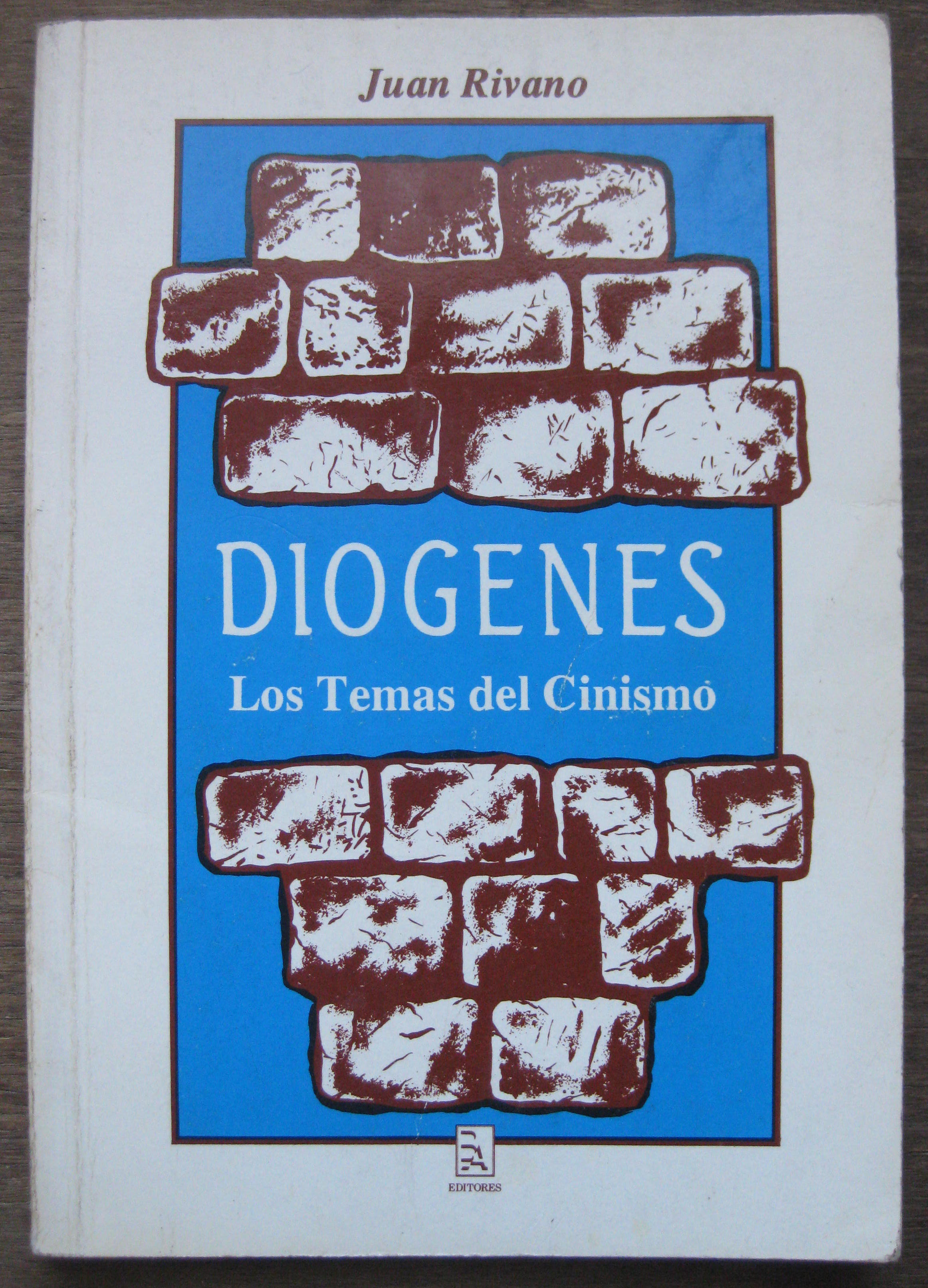
Libro "Diógenes. Los temas del Cinismo". Bravo y Allende Editores, 2.ª edición, 1996.

### Libros
- Entre Hegel y Marx: Una meditación ante los nuevos horizontes del humanismo. Santiago: Ediciones de la Universidad de Chile, 1962.
- Curso de Lógica Moderna y Antigua. Santiago: Editorial Universitaria, 1964.
- Desde la religión al humanismo. Santiago: Ediciones de la Facultad de Filosofía Y Educación, U. de Chile, 1965.
- El punto de vista de la miseria. Santiago: Ediciones de la Facultad de Filosofía y Educación, U. de Chile, 1965.
- Contrasofistas. Santiago, 1966.
- Febo, Cristina y la cordillera. (Novela). Santiago: Ediciones Androvar, 1967.
- Cultura de la servidumbre. Santiago: Ediciones Hombre Nuevo, 1969.
- Proposiciones sobre la totalización tecnológica. Santiago: Edición del Centro de Alumnos de Filosofía de la Universidad de Chile, 1971.
- El pensamiento de McLuhan. Santiago: Prensa Latinoamericana, 1972.
- Pasión según Judas. (Pieza de teatro). Ediciones del Centro de Alumnos de Filosofía de la U. de Chile, 1972.
- Introducción al pensamiento dialéctico. Santiago: Editorial Universitaria, 1972.
- Perspectivas sobre la Metáfora'. Santiago: Editorial Universitaria, 1986.
- Religión y darwinismo. Santiago: Bravo & Allende Editores, 1990.
- Diógenes: Los Temas del Cinismo. Santiago: Bravo y Allende Editores, 1991.
- Época de descubrimientos. (Novela) Suecia: Alhambra de Lund, 1991.
- La vertebración de la filosofía. Santiago: Bravo y Allende Editores, 1994.
- El encierro del minotauro: Ejercicios del Sinsentido, el Mito y el Poder. Santiago: Bravo & Allende Editores, 1994.
- Largo contrapunto. Santiago: Bravo & Allende Editores, 1995.(Autobiografía)
- Lógica Elemental. (Quinta edición). Santiago: Editorial Universitaria, 1996.
- El rectángulo de Brueghel y otros ensayos. Santiago: Bravo y Allende Editores, 1997.
- Los mitos: su función en la sociedad y la cultura. Santiago: Bravo y Allende Editores, 1997.
- Doctrinas de Eclesiastés. Santiago: Bravo y Allende Editores, 1998.
- Retórica para la audiencia. Santiago: Bravo y Allende Editores, 1998.
- Introducción a Montaigne. Santiago: Bravo y Allende Editores, 2000.
- Proverbios chinos. Santiago: Bravo y Allende Editores, 2001.
- Tres piezas de teatro. (Dramaturgia). Santiago: Bravo y Allende Editores, 2002.
- Los dichos en el habla chilena. Santiago: Bravo y Allende Editores, 2002.
- Temario 1958 - 1998. Santiago: Bravo y Allende Editores, 2002.
- Los márgenes del señor Aravena. (Novela). Santiago: Bravo y Allende Editores, 2003.
- La Ronda de San Miguel (Autobiografía). Santiago: Bravo y Allende Editores, 2006.
- Cuaderno de Notas, Ediciones Satori. Amazon, 2013.
- Evocaciones, Ediciones Satori. Amazon, 2014.
- Lógica Práctica y Lógica Teórica, Ediciones Satori, Amazon, 2012.
- Contra Sofistas, Ediciones Satori, 2013. (Segunda edición)
- Doctrinas de Eclesiastés, Ediciones Satori, Amazon, 2013. (Segunda edición)
- Diógenes, Ediciones Satori, Amazon, 2013. (Segunda edición)
- La Teoría de los Afectos y la Noción de Script en Tomkins, Ediciones Satori, Amazon, 2014.
- Sobre el Vínculo Cultural, Ediciones Satori, Amazon, 2014.
- Durante los Largos Años de mi Exilio, Ediciones Satori, Amazon, 2014.
- Silabario Político, Ediciones Satori, Amazon, 2014. (Segunda edición)
- Enajenación, Ediciones Satori, Amazon, 2014. (Segunda edición)
- Neodarwinismo Cultural. De memes y creencias, Ediciones Satori, Amazon, 2014.
- La Saga de los Milenios, Ediciones Satori, Amazon, 2013. (Novela)
- Carta de Escándalos: Lutero, Galileo, Agustín, Heidegger, Ediciones Satori, Amazon, 2014.
- Sonsonetes: Sabiduría y Estulticia en mi Formación Popular, Ediciones Satori, Amazon, 2015.
- Thomas Szasz: Psiquiatría e Inquisición, Ediciones Satori, Amazon, 2015. (Segunda edición)
- Globalización y Estrategias Lógicas. Satori, 2015. (Segunda edición)
- La Carta a Kissinger. (novela). Ediciones Satori, 2015.
- Dichos. Muestra y Comentarios. Ediciones Satori, 2015.
- Eva y el Ángel y otras Piezas Teatrales. Ediciones Satori, 2015.
- Sinsentidos con Todo el Sentido del Mundo. Comentarios desde los Limerick de Edward Lear. Ediciones Satori, 2015.

### Artículos y ensayos
- "Análisis crítico de algunas concepciones de la conciencia y del yo". Revista de Filosofía, Universidad de Chile, Volumen III, N° 3, 1956.
- "Sobre el principio de identidad". Revista de Filosofía, Universidad de Chile, Volumen IV, N° 1, 1957.
- "Sentencia, juicio y proposición". Revista de Filosofía, Universidad de Chile, Volumen V, N° 1, 1958.
- "Ciencia, realidad y verdad". Revista de Filosofía, Universidad de Chile, Volumen V, N° 3, 1958.
- "Sobre la naturaleza general del método científico". Revista de Filosofía, Universidad de Chile, Volumen VI, N° 1, 1959.
- "El principio de la evidencia apodíctica en la filosofía de Husserl". Revista de Filosofía, Universidad de Chile, Volumen VI, N° 2 - 3, 1959.
- "Experiencia del error y doctrina del conocimiento". Revista de Filosofía, Universidad de Chile, Volumen VII, N° 1 - 2, 1960.
- "La filosofía hegeliana de la historia". Revista de Filosofía, Universidad de Chile, Volumen VIII, N° 2 – 3, 1961.
- "Motivaciones para la filosofía de Bradley". Revista Anales de la Universidad de Chile, Volumen CXIX, N° 121 - 122, 1961.
- "La América ahistórica y sin mundo del humanista Ernesto Grassi". Revista Mapocho, tomo II, N° 1, 1964, pp. 114-131.
- "La medida, la miseria y la repetición". Boletín de la Universidad de Chile N° 47, 1964.
- "Religión y seguridad". Revista Mapocho, tomo III, N° 2, 1965, pp. 165-173.
- "Sobre la clasificación de las ciencias". Revista Atenea, Universidad de Concepción, N° 407, 1965.
- "Enajenación. Una clave para comprender el marxismo". Publicaciones del Departamento de Filosofía, Universidad de Chile, 1969.
- "Gunter Grass y Martin Heidegger". Revista de Filosofía, Universidad de Chile, Volumen XIV, N° 1, 1969.
- "El discurso de Calicles. Un comentario". Publicaciones del Departamento de Filosofía, Universidad de Chile, 1971.
- "Proposiciones sobre la totalización tecnológica". Revista En el Límite N° 1, 1971.
- "Hegel: Triunfo y fracaso". Escritos Breves del Departamento de Filosofía, Universidad de Chile, 1972.
- "Sobre Berkeley". Escritos Breves del Departamento de Filosofía, Universidad de Chile, 1972.
- "Filosofía en dilemas". Revista En el Límite N° 2, 1972.
- "Silabario político". Revista En el Límite N° 2, 1972.
- "Susan Brown Miller: La violación sexual". Revista Bravo, Año 5, N° 2, 1981.
- "Cliché y sociedad moderna". Revista Estudios Sociales N° 41, trimestre 3, 1984.
- "Orwell y Lear: Sentido y Sinsentido". Revista Estudios Sociales N° 44, trimestre 2, 1985.
- "Suecia: búsqueda del equilibrio social". Revista Pluma y Pincel N° 16, julio de 1985.
- "Remnant y falacia de personalización". Revista Estudios Sociales N° 45, trimestre 3, 1985.
- "Thomas Szazs: Psiquiatría e Inquisición". Revista Estudios Sociales N° 47, trimestre 1, 1986.
- "Goudsblom: nihilismo auténtico y nihilismo al alcance de todos". Revista Estudios Sociales N° 51, trimestre 1, 1987.
- "Karl Popper: Sociedad abierta". Revista Estudios Sociales N° 53, trimestre 3, 1987.
- "Magaña: Sobre lo imaginario". Revista Estudios Sociales N° 55, trimestre 1, 1988.
- "Alan Watts: El juego del black and white". Revista Estudios Sociales N° 59, trimestre 1, 1989.
- "Sobre el ‘silencio’ de Heidegger". Revista Estudios Sociales N° 63, trimestre 1, 1990.
- "E. Canetti: Exposición del poder desquiciado". Revista Estudios Sociales N° 67, trimestre 1, 1991.
- "Joachim Israel: Sobre la epistemología de las ciencias sociales". Revista Estudios Sociales N° 70, trimestre 4, 1991.
- "Mentira, cuarta acepción". Revista Estudios Sociales N° 80, trimestre 2, 1994.
- "Polanyi: Doctrina del conocimiento tácito". Revista Atenea, Universidad de Concepción, N° 471, primer semestre 1995.
- "Sobre el vínculo cultural". Revista Estudios Sociales N° 103, trimestre 1, 2000.
- "Sobre Tomkins". Revista Estudios Sociales N° 110, semestre 2, 2002.
- "2666 de Roberto Bolaño". Revista Occidente N° 389, enero-marzo de 2006.
- "Agustín y la política del Paraíso". Revista Occidente N° 398, abril-junio de 2008.

### Traducciones
- Apariencia y Realidad, de Francis Herbert Bradley. Ediciones de la Universidad de Chile, Santiago, 1961. Dos tomos.
- Limericks, de Edward Lear. Bravo y Allende Editores, Santiago, 1992.

### Ponencias
- "Globalización y Estrategias Lógicas". Presentada en el Congreso Latinoamericano de Filosofía, Guadalajara, México, 1986.
- "E. Canetti: Exposición del Poder Desquiciado". Presentada en Symposium sobre Canetti, Viena, Austria,1987.

### Entrevistas
- Un filósofo en el exilio. Entrevista de Rogelio Rodríguez en Revista Pluma y Pincel N° 10, octubre - noviembre de 1983.
- ¡Cínico! Entrevista de Eliana Pattillo en El Mercurio, 5 de abril de 1992.
- Juan Rivano: La filosofía enseña a morir. Entrevista de Jessica Atal en Revista de Libros N° 203, El Mercurio,21 de marzo de 1993.
- Los tres poderes de Juan Rivano. Entrevista de Faride Zerán en La Época, 30 de mayo de 1993.
- La vocación filosófica en Chile. Entrevista de Iván Jaksic en Anales de la Universidad de Chile, Sexta Serie, N° 3, septiembre, 1996.
- Mi manera más sincera de ser. Entrevista de Carolina Ferreira en La Época, 9 de febrero de 1997.
- Largo Viaje por la Vida de Juan Rivano. Conversaciones con Eduardo Naranjo, Ediciones Satori, 2014.